# AB Axel G Jansson

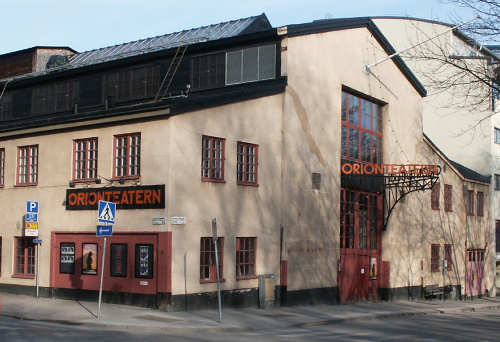
Det var här företaget tidigare hade sin verksamhet

AB Axel G Jansson, tidigare verkstadsföretag på Södermalm i Stockholm.

## Historik
Företaget grundades av fabrikör Axel G Jansson 1909 under firmanamnet Ax. G. Jansson. Man tillverkade järn- och plåtarbeten på beställning, till exempel järnkonstruktioner, cisterner och byggnadssmiden. Stora järnkonstruktioner tillverkades till Carlton Hotell, Ostermans bilhallar, Gustafsbergs fabriker m.fl. De utrymmeskrävande arbetena gjorde att en ny verkstadsbyggnad uppfördes 1929 på Katarina Bangata 77. Där fanns en stor verkstadshall för tyngre konstruktioner, en mindre för lättare arbeten, en del specialutrymmen och kontorslokaler. Vid Lugnet i Henriksdal hade man ytterligare en verkstad samt en större materialgård.  
1937 ombildades företaget till aktiebolag och fick då namnet AB Axel G Jansson Smides & Mekaniska Verkstad.
Axel G Jansson smidde också grindar och trappräcken. Under 30-talet blev hanteringen alltmer utrymmeskrävande. Byggnadssmide, ankarjärn, till exempel, behövdes till alla nya bostäder. Då, före andra världskriget, under kriget och tiden närmast efter också, var arbetsstyrkan 75-100 man på verkstaden vid Katarina Bangata. Totalt var ca. 140 personer anställda inom företaget då.
På 60-talet gick det sämre, och 1978 lades verksamheten ner. 
Orionteatern flyttade in den gamla verkstadslokalen på Katarina Bangata 1983, den hade då stått tom sedan företagets konkurs. Man valde att behålla den slitna industriella karaktären när man byggde om den stora verkstadshallen till teatersalong.